# Piper villipedunculum
Piper villipedunculum är en pepparväxtart som beskrevs av C. Dc.. Piper villipedunculum ingår i släktet Piper och familjen pepparväxter. Inga underarter finns listade i Catalogue of Life.